# Chloë Grace Moretz
Chloë Grace Moretz (Atlanta, Geòrgia, 10 de febrer de 1997), a vegades acreditada com Chloë Moretz, és una actriu de cinema i model estatunidenca. Les seves primeres actuacions les va realitzar als 7 anys en sèries i pel·lícules com The Amityville Horror (2005), (500) Days of Summer, El diari del Greg, Dones desesperades o Dirty Sexy Money. Amb aquestes produccions va ser nominada a diversos Premis Young Artist.
Va rebre reconeixement mundial pel seu paper revelació com Hit-Girl en la pel·lícula Kick-Ass de 2010 igual que en altres produccions com: Deixa'm entrar i Hugo (2010), consagrant la seva carrera artística.

## Biografia

### Vida personal
Chloë Moretz va néixer a Atlanta, Geòrgia, el 10 de febrer de 1997. La seva mare, Teri, és infermera, i el seu pare, McCoy Lee Moretz, és cirurgià plàstic. Té quatre germans grans; Brandon, Trevor (sent aquest el seu representant), Colin i Ethan.
L'any 2002 es va mudar a Nova York després que Trevor ingressés a l'Escola Professional d'Arts Escèniques; això va atreure l'atenció de Moretz cap a la interpretació de forma instantània. La seva carrera a Hollywood va començar quan la família es va mudar a Los Angeles en 2004.
Chloë Moretz ha manifestat la seva intenció d'establir una separació ben delimitada entre la seva carrera professional (estrenes i rodatges) i la seva vida personal, que descriu com una vida feliç i amb un gran suport per part de la seva família.

### Trajectòria al cinema

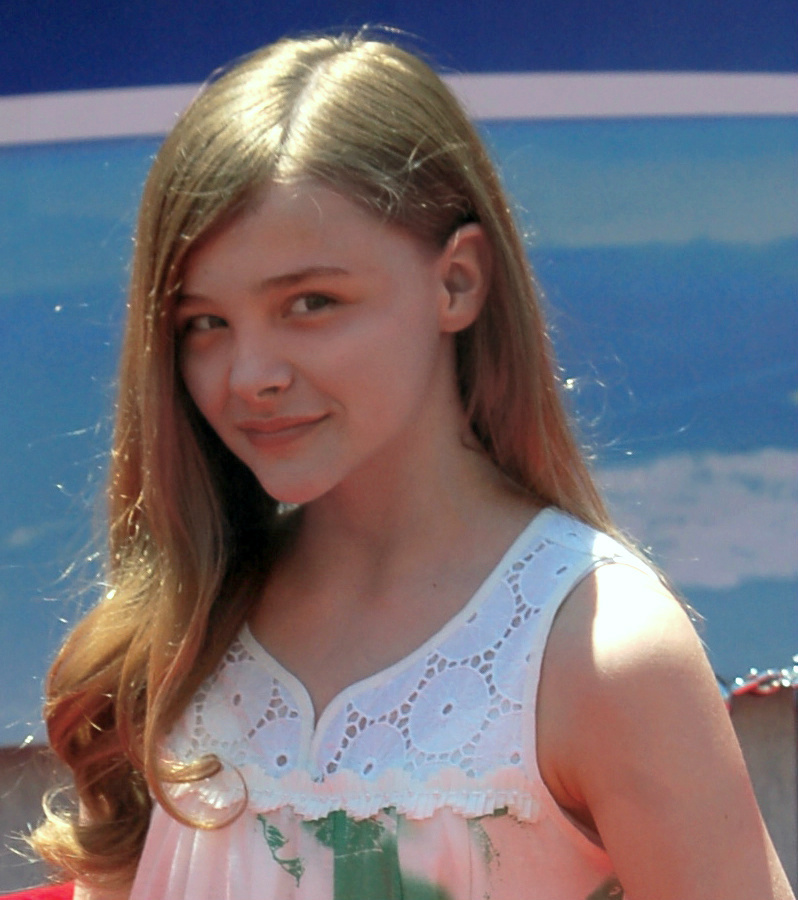
Chloë Grace Moretz a l'abril del 2009.

El seu primer paper cinematogràfic va ser el de Molly en la pel·lícula Heart of the Beholder. No va ser fins a 2005 quan va actuar en el remake de The Amityville Horror on va aconseguir un major reconeixement internacional sent nominada als Premis Young Artist. Aquesta producció va suposar un enlairament de la seva carrera i va rebre ofertes per actuar com a artista convidada en diverses sèries televisives i pel·lícules de múltiples gèneres com Big Momma's House 2 i The Poker House on va compartir cartell amb Selma Blair i Jennifer Lawrence.

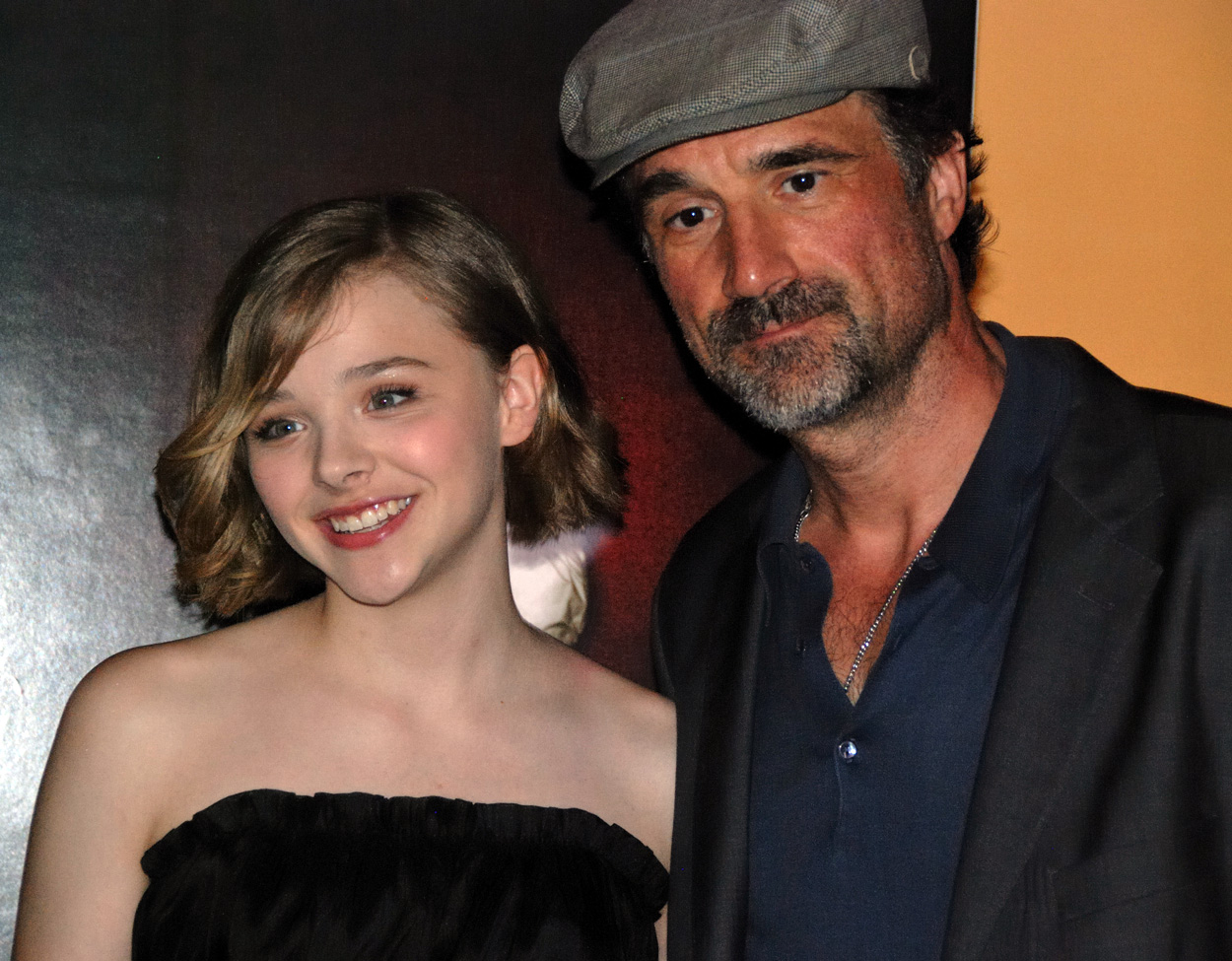
Chloë Moretz al costat d'Elias Koteas en l'estrena de Let Me In.

En 2010, Chloë apareix com Hit-Girl en la pel·lícula Kick-Ass del director Matthew Vaughn i basada en el còmic homònim de Mark Millar i John Romita, Jr., paper aclamat extensament per la crítica. Per a aquest paper, va estar entrenant amb l'equip d'especialistes de Jackie Chan durant tres mesos. Una altra pel·lícula destacada va ser Let Me In de Matt Reeves, remake del film suec Låt den rätte komma in on interpretava a Abby, una jove vampiressa. La seva interpretació la va portar a guanyar diversos premis. A la fi del 2010 Chloë va interpretar a Ann Sliger en el thriller Texas Killing Fields, protagonitzat per Sam Worthington i Jeffrey Dean Morgan, l'estrena del qual va tenir lloc el 14 d'octubre de 2011.
En 2011 va protagonitzar la pel·lícula Hick, basada en la novel·la d'Andrea Portis i dirigida per Derick Martini. A diferència dels seus anteriors treballs, en aquesta va tenir un èxit relatiu. A la fi de 2011 va actuar sota la direcció de Martin Scorsese en Hugo interpretant a Isabelle, paper pel qual va guanyar diferents premis, entre ells el People's Choice Awards, i va tornar a ser nominada per als premis Saturn Awards.
En 2012 va actuar en Ombres tenebroses de Tim Burton on va interpretar a Carolyn Stoddard. A l'any següent va protagonitzar Carrie basada en la novel·la homònima de Stephen King. L'agost del mateix any va declarar que actuaria en la seqüela de Kick-Ass al costat dels actors Aaron Johnson, Christopher Mintz-Plasse i Jim Carrey. El 25 de gener de 2013 es va estrenar Movie 43, on apareix en un dels dotze sketchs que formen el film al costat de Christopher Mintz-Plasse. La comèdia va ser dirigida per Peter Farrelly. cal assenyalar que el rodatge va portar diversos anys. Chloë va coincidir amb actors de renom com: Hugh Jackman, Trobi Berry, Emma Stone, Gerard Butler, Seann William Scott, Johnny Knoxville, Kate Winslet, Elizabeth Banks, Kristen Bell o Naomi Watts.

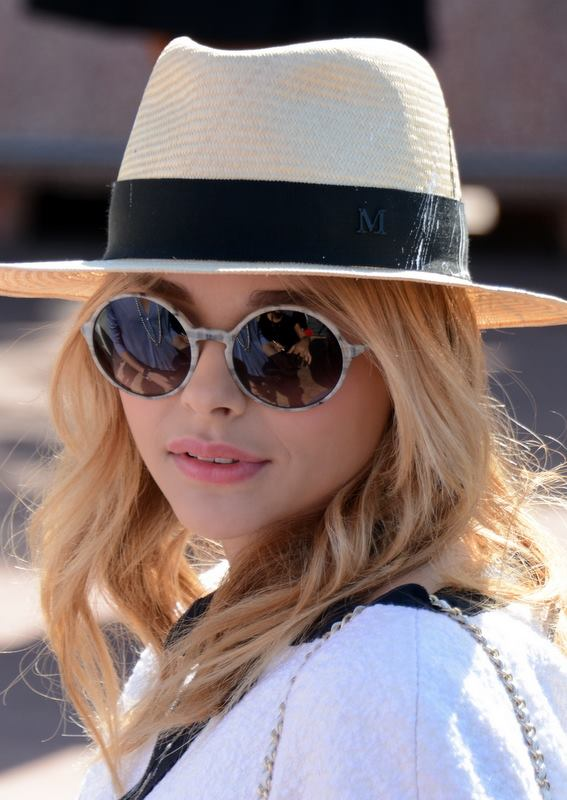
Chloë Grace Moretz en el Festival de Cannes 2014.

Amb la producció del documental Girl Rising, Moretz va ser una de les actrius que va doblar a les nenes sense recursos que van ser entrevistades en el reportatge, aquest treball va ser necessari a causa que la majoria residien en països no angloparlantes. Aquest documental va ser dirigit per Richard I. Robbins i patrocinat per la campanya Global 10x10 per recolzar l'educació de les nenes del tercer món. En la segona meitat de 2013 va arribar a rodar cinc pel·lícules sent Laggies una d'elles, comèdia romàntica dirigida per Lynn Shelton al costat de Keira Knightley, Sam Rockwell i Mark Webber. Al juliol de 2013 va actuar al costat de Denzel Washington en L'equalitzador de Antoine Fuqua on interpretava a una prostituta; aquesta es va estrenar en 2014. Així mateix, durant l'estiu de 2013 va participar en Dark Places, thriller dirigit per Gilles Paquet-Brenner i adaptat de la novel·la de Gillian Flynn i protagonitzada per Charlize Theron.
El seu següent film va ser la producció europea Clouds of Sils Maria (2014) d'Oliver Assayas. En la producció també van participar Juliette Binoche i Kristen Stewart. Finalment a la tardor de 2013 va protagonitzar If I Stay (2014) amb R.J. Cutler com a director. Tal projecte va ser basat en la novel·la del mateix nom de Gayle Formen.
L'any 2014 va ser un any de promoció de les sis pel·lícules filmades en any anterior. Així i tot Moretz va realitzar un breu cameo en la pel·lícula infantil Els Muppets. No seria fins a octubre d'aquest any quan Chloë començaria un altre projecte important, The 5th Wave, una producció de Graham King i Tobey Maguire recolzada de nou per Sony. Es tracta d'una saga de ciència-ficció juvenil basada en el supervendes de Rick Yancey. En ella Chloë interpreta a la protagonista de la saga Cassie Sullivan. En 2015 també va participar en una altra adaptació cinematogràfica, el thriller November Criminals, amb Ansel Elgort, així com Brain on fire un drama basat en la vida de la periodista Susannah Cahalan que va ser erròniament diagnostica d'una malaltia cerebral. Durant l'estiu de 2015, Chloë va filmar la segona part de Maleïts veïns, una producció de Seth Rogen, al costat de Zack Efron, Rose Byrne, Selena Gomez i el mateix Rogen.
A la fi de 2015 es va confirmar que interpretaria a Ariel en l'adaptació cinematogràfica del clàssic de Hans Christian Andersen La sirenita, que serà dirigida per Rebecca Thomas.

### Trajectòria en televisió
A part de la pantalla gran, també ha actuat en produccions televisives sent en 2004 amb The Guardian el seu debut com a actriu. Entre aquell any i 2010 va estar activa de manera esporàdica en sèries com Em dic Earl, The Emperor's New School, Desperate Housewives (en aquesta última va ser nominada a un Young Artist) i en la TV movie: Family Plan on actuaria al costat de Leslie Nielsen encara que les seves escenes van ser eliminades. Altres títols de renom van ser: Dirty Sexy Money en la qual va tornar a ser nominada als mateixos premis. Entre 2006 i 2009 va prestar la seva veu a Darby, en My friends Tigger & Pooh. Altres sèries van ser: 30 Rock com Kaylie Hooper on va coincidir amb Alec Baldwin. La seva interpretació li va valer el reconeixement de la crítica.

### Trajectòria en el teatre
La primera intervenció de Chloë Grace Moretz en el teatre ha estat en l'obra de Off-Broadway The Library, escrita per Scott Z. Burns i dirigida per Steven Soderbergh. En ella interpreta a Kathleen Gabriel, supervivent d'un tiroteig en un institut. L'estrena va tenir lloc a la fi de març de 2014.

### Com a model

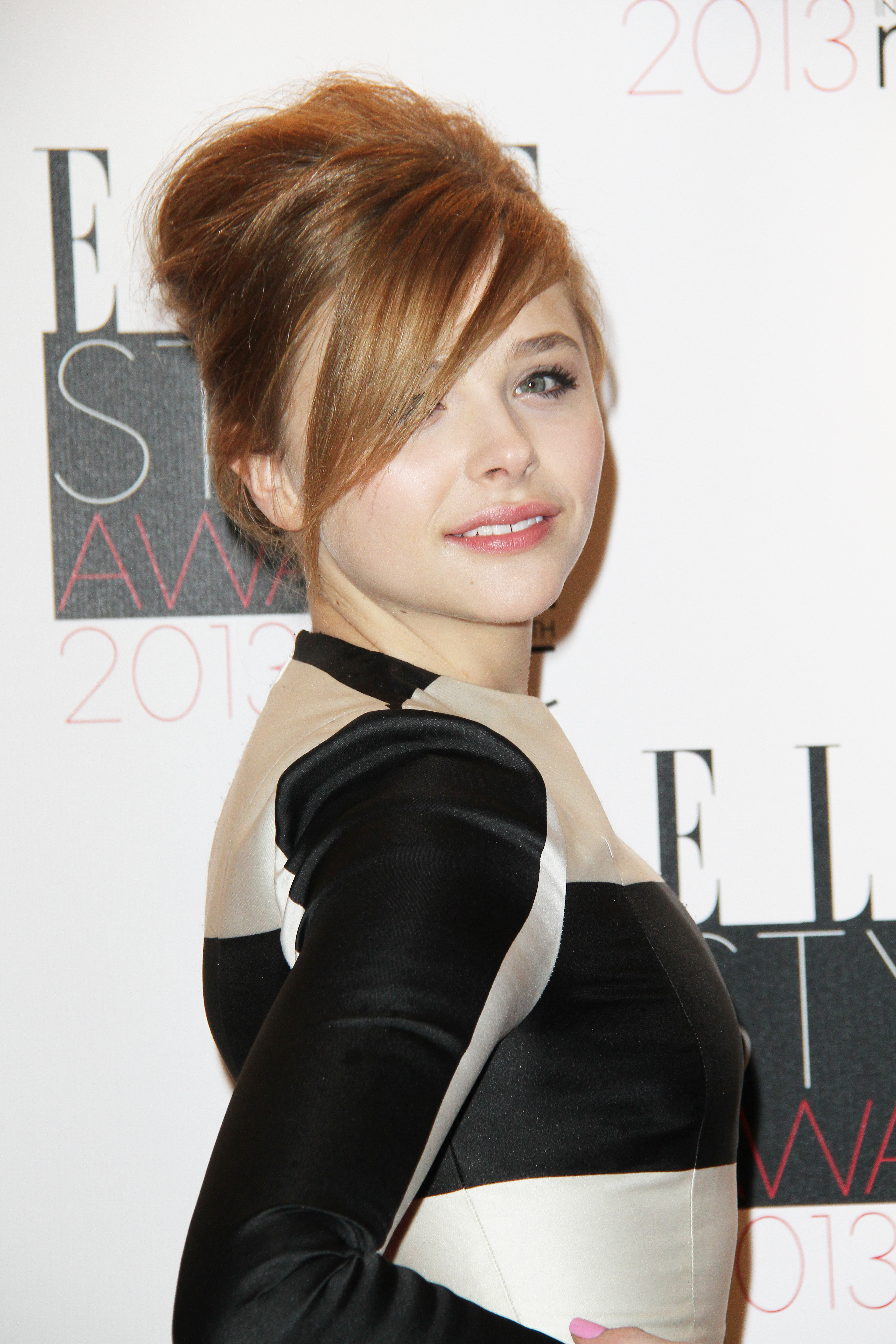
Chloë Grace Moretz en els Elle Style Awards 2013.

Dins del món de la moda, ha participat en diverses sessions fotogràfiques i ha estat portada en diverses revistes com Flaunt, Vogue, Teen Vogue, Jalouse, Marie Claire, Interview, Elle, Love Magazine entre altres a part d'haver estat convidada a diverses desfilades d'alta costura com el de Dior Primavera/Estiu 2013 en la Paris Fashion Week.
La signatura Max Mara li va concedir en 2012 el seu premi "Max Mara rostre del futur".
Ha estat imatge de marca de diverses signatures de roba juvenil, com Aeropostale en 2012 o Coach en 2015, apareixent en diversos esdeveniments, videos i reportatges.
Al febrer de 2013 la firma Elle la va premiar amb el "Next Future Icon Award" en la seva gal·la "Elle Style Awards" celebrada a Londres.

### Activisme social
Entre les seves activitats més destacades en aquest àmbit trobem la seva participació al costat del dissenyador Stuart Weitzman en la campanya 'The Young Hollywood Cares collection' amb la finalitat de recaptar fons en favor de les afectades pel càncer d'ovaris dissenyant un model de la col·lecció. Va compartir actes amb famoses de la talla de Scarlett Johansson, Olivia Palerm i AnnaSophia Robb.
També va participar al costat de Zach Galifianakis en una campanya de conscienciació sobre la sida, promoguda per AIDS-PSA.
El 15 de novembre de 2012 Chloë va presentar a Londres un dels ossetos dissenyats per Versace per la Designer Pudsey Collection Charity Auction 2012. La van acompanyar també celebritats com Jessie J, Victoria Beckham o Peter Crouch i dissenyadors com Louis Vuitton, Balenciaga, Burberry o Gucci. Els beneficis de la subhasta van ser per a la fundació d'ajuda a nens "The Children In Need fund".
Al llarg de l'any 2012 i principis de 2013 Chloë va ser una de les cares visibles de la campanya «Teens for jeans» juntament amb el seu patrocinador Aeropostale i l'ONG dosomething.org en favor dels joves més desfavorits dels Estats Units.
En 2012 va ser nomenada ambaixadora de bona voluntat per l'organització Unicef.
També és coneguda per participar en les campanyes contra l'assetjament escolar ("bullying") com a membre de Stomp Out Bullying.

## Filmografia

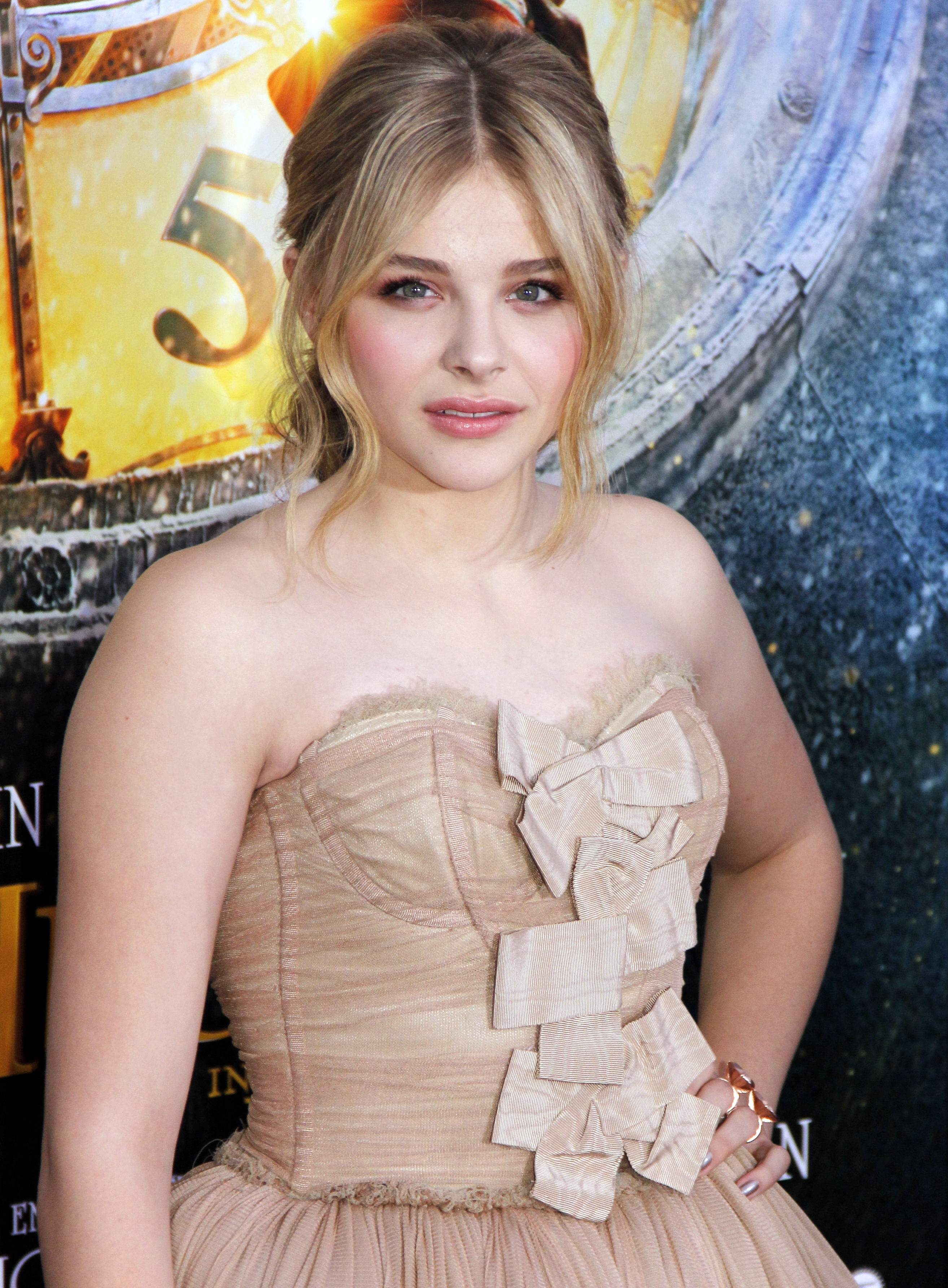
Chloë Grace Moretz en la premiere d'Hugo en 2011.

### Cinema
| Cinema | Cinema                                | Cinema                                      | Cinema                                      | Cinema                        | Cinema                |
| Any    | Títol                                 | Títol                                       | Títol                                       | Rol                           | Director              |
| Any    | Títol original                        | Títol a Espanya                             | Títol a Hispanoamèrica                      | Rol                           | Director              |
| ------ | ------------------------------------- | ------------------------------------------- | ------------------------------------------- | ----------------------------- | --------------------- |
| 2005   | Heart of the Beholder                 | n/                                          | n/                                          | Molly                         | Ken Tipton            |
| 2005   | The Amityville Horror                 | L'Estatge de la Por                         | Terror en Amityville                        | Chelsea Lutz                  | Andrew Douglas        |
| 2005   | Today You Die                         | Venjador                                    | Venjador                                    | Chica del St. Thomas          | Don I. Fauntleroy     |
| 2006   | Big Momma's House 2                   | Aquesta àvia és un perill 2                 | La meva àvia és un perill 2                 | Carrie Fuller                 | John Whitesell        |
| 2006   | Room 6                                | Porta a l'infern                            | Habitació 666                               | Melissa Norman                | Michael Hurst         |
| 2006   | Wicked Little Things (DVD)            | Zombies (DVD)                               | n/                                          | Emma Tunny                    | J. S. Cardone         |
| 2007   | Hallowed Ground (DVD)                 | n/                                          | n/                                          | Sabrina                       | David Benullo         |
| 2007   | The Third Nail                        | El tercer clau                              | El tercer clau                              | Hailey Deonte                 | Kevin Lewis           |
| 2008   | The Eye                               | Visions                                     | L'ull del mal                               | Alicia                        | Guillermo del Toro    |
| 2008   | The Poker House                       | The Poker House                             | The Poker House                             | Cammie                        | Lori Petty            |
| 2008   | Bolt                                  | Bolt                                        | Bolt; un gos fora de sèrie                  | Jove Penny (Veu)              | Byron Howard          |
| 2009   | (500) Days of Summer                  | (500) dies junts                            | (500) dies amb ella                         | Rachel Hansen                 | Marc Webb             |
| 2009   | Not Forgotten                         | No oblidat                                  | No oblidat                                  | Toby Bishop                   | Dror Soref            |
| 2010   | Jack and the Beanstalk (DVD)          | Jack i les mongetes màgiques (DVD)          | Jack i els Fesols Màgics (DVD)              | Jillian                       | Gary J. Tunnicliffe   |
| 2010   | Diary of a Wimpy Kid                  | El diari de Greg                            | El diari d'un noi en dificultats            | Angie Steadman                | Thor Freudenthal      |
| 2010   | Kick-Ass                              | Kick-Ass: Llest per picar                   | Kick-Ass: Un superheroi sense superpoderes  | Hit-Girl / Mindy McCready     | Matthew Vaughn        |
| 2010   | Let Me In                             | Deixa'm entrar                              | Deixa'm entrar                              | Abby                          | Matt Reeves           |
| 2011   | Hick                                  | Hick                                        | Hick                                        | Luli McMullen                 | Derick Martini        |
| 2011   | Texas Killing Fields                  | Terra d'assassinats                         | Camps de la mort de Texas                   | Petita Ann Sliger             | Ami Canaan Mann       |
| 2011   | Hugo                                  | La invenció d'Hugo                          | Hugo                                        | Isabelle                      | Martin Scorsese       |
| 2012   | Dark Shadows                          | Ombres tenebroses                           | Ombres tenebroses                           | Carolyn Stoddard              | Tim Burton            |
| 2013   | Movie 43 (Part: "Middle School Date") | Projecte 43 (Segment: "Middle School Date") | Projecte 43 (Segment: "Middle School Date") | Amanda                        | Elizabeth Banks       |
| 2013   | Kick-Ass 2                            | Kick-Ass 2: Amb un parell                   | Kick-Ass 2                                  | Hit-Girl / Mindy McCready     | Jeff Wadlow           |
| 2013   | Carrie                                | Carrie                                      | Carrie                                      | Carrie White                  | Kimberly Peirce       |
| 2013   | Girl Rising (Documental)              | n/                                          | Girl Rising                                 | Yasmin (Veu)                  | Richard Robbins       |
| 2014   | Muppets Most Wanted                   | El tour dels Muppets                        | Muppets 2: els més buscats                  | Repartidora de diaris (Cameo) | James Bobin           |
| 2014   | If I Stay                             | Si decideixo quedar-me                      | Si decideixo quedar-me                      | Mia Hall                      | R.J. Cutler           |
| 2014   | L'equalitzador (The Equalizer)        | El protector                                | El justicier                                | Alina / Teri                  | Antoine Fuqua         |
| 2014   | Laggies                               | Laggies                                     | Laggies                                     | Annika                        | Lynn Shelton          |
| 2014   | Clouds of Sils Maria                  | Viatge a Sils Maria                         | Viatge a Sils Maria                         | Jo-Anne Ellis                 | Olivier Assayas       |
| 2014   | Kaguya-hime no Monogatari             | El conte de la princesa Kaguya              | El conte de la princesa Kaguya              | Kaguya-hime (Veu)             | Isao Takahata         |
| 2015   | Dark Places                           | Llocs foscos                                | Llocs Foscos                                | Jove Diondra Wertzner         | Gilles Paquet-Brenner |
| 2016   | The 5th Wave                          | La cinquena ona                             | La Cinquena Ona                             | Cassie Sullivan               | J. Blakeson           |
| 2016   | Neighbors 2: Sorority Rising          | Maleïts veïns 2                             | Maleïts veïns 2                             | Shelby                        | Nicholas Stoller      |
| 2016   | November Criminals                    | November Criminals                          | November Criminals                          | Phoebe                        | Sacha Gervasi         |
| 2016   | Brain on Fire                         | TBA                                         | TBA                                         | Susannah Cahalan              | Gerard Barrett        |
| 2017   | The Little Mermaid                    | TBA                                         | TBA                                         | Ariel                         | Rebecca Thomas        |

### Teatre
| 2014 | The Library | Caitlin Gabriel | Estrenada en 25 de març de 2014 |

### Televisió
| 2004      | The Guardian                      | Violet             | Episodis: "The Watchers", "Blood In, Blood Out"                                                                                  |
| 2005      | Family Plan                       | Jove Charlie       | Pel·lícula per Television |
| 2005      | My Name Is Earl                   | Candy Stoker       | Episodi: "Broke Joy's Fancy Figurine"                                                                                            |
| 2006      | The Emperor's New School          | Furi (Veu)         | Episodis: "Kuzcogarten/Evil and Eviler"                                                                                          |
| 2007 2010 | My Friends Tigger & Pooh          | Darby (Veu)        | 46 Episodis |
| 2006 2007 | Desperate Housewives              | Sherri Maltby      | Episodis: "The Miracle Song", "Come Play Wiz Em"                                                                                 |
| 2007      | Super Sleuth Christmas Movie      | Darby (Veu)        | Pel·lícula per a Televisió |
| 2007 2008 | Dirty Sexy Money                  | Kiki George        | Episodis: "The Lions", "The Italian Banker", "The Chiavennasca", The Bridge", The Wedding", "The Nutcracker", "The Star Witness" |
| 2009      | Tigger and Pooh and A Musical Too | Darby (Veu)        | Pel·lícula per a Televisió |
| 2010      | Super Duper Super Sleuths         | Darby (Veu)        | Pel·lícula per a Televisió |
| 2011 2013 | 30 Rock                           | Kaylie Hooper      | Episodis: S5I16 - "TGS Hates Women", S6I11-"Standards and Practices", S7I09-"Game Over"                                          |
| 2012      | Punk'd                            | Ella mateixa       | Episodi: "Dax Shepard" |
| 2015      | We Got Married                    | Chloë Grace Moretz | Episodi 275 |

### Videos Musicals
| 2010 | The Soft Pack                 | Answer To Yourself | amb Christopher Mintz-Plasse i Clark Duke també de Kick-Ass                              |
| 2011 | Best Coast                    | Our Deal           | Dirigit per Drew Barrymore; també amb Tyler Posey, Miranda Cosgrove, i Shailene Woodley. |
| 2011 | Dionne Bromfield Ft. Mz Bratt | Ouch               | Dirigit per Arjun Rose; també amb Robert Sheehan.                                        |
| 2013 | Union J                       | Carry You          |                                                                                          |

### Videojocs
| 2010 | Kick-Ass: The Game | Hit-Girl /Mindy McCready | (Veu) |
| 2012 | Dishonored         | Emily Kaldwin            | (Veu) |

## Premis i nominacions
| 2006 | premis Young Artist                   | Millor Actuació en una Pel·lícula - Actriu Principal Jove            | The Amityville Horror    |
| 2007 | premis Young Artist                   | Millor Actuació en una Pel·lícula - Actriu Principal Jove            | Big Momma's House 2      |
| 2008 | premis Young Artist                   | Millor interpretació vocal – Jove Actriu                             | My Friends Tigger & Pooh |
| 2008 | premis Young Artist                   | Millor interpretació en una sèrie televisiva – Jove Actriu recurrent | Dirty Sexy Money         |
| 2010 | premis Young Artist                   | Millor Actuació en una Pel·lícula - Actriu de Repartiment Jove       | (500) Days of Summer     |
| 2010 | Teen Choice Awards                    | Actriu revelació                                                     | Kick-Ass                 |
| 2010 | Scream Awards                         | Millor actriu de fantasia                                            | Kick-Ass                 |
| 2010 | Scream Awards                         | Millor superheroi                                                    | Kick-Ass                 |
| 2010 | Scream Awards                         | Paper revelació – Femení                                             | Kick-Ass                 |
| 2011 | 32 premis Young Artist                | Millor Actuació en una Pel·lícula - Actriu Principal Jove            | Kick-Ass                 |
| 2011 | MTV Movie Awards                      | Millor paper revelació                                               | Kick-Ass                 |
| 2011 | MTV Movie Awards                      | "Biggest Badass Star"                                                | Kick-Ass                 |
| 2011 | MTV Movie Awards                      | Millor baralla (Compartit amb Mark Strong)                           | Kick-Ass                 |
| 2011 | Critics' Choice Awards                | Millor actor/actriu jove                                             | Kick-Ass                 |
| 2011 | Critics' Choice Awards                | Millor actor/actriu jove                                             | Let Me In                |
| 2011 | 37th Saturn Awards                    | Millor interpretació jove actor                                      |                          |
| 2011 | Scream Awards                         | Millor actriu de terror                                              |                          |
| 2011 | 32 premis Young Artist                | Millor interpretació - Jove repartiment                              |                          |
| 2011 | 32 premis Young Artist                | Millor interpretació - Jove repartiment                              | Diary of a Wimpy Kid     |
| 2011 | Premis Empire                         | Millor debutant                                                      | Let Me In / Kick-Ass     |
| 2011 | Austin Film Critics Association Award | Premi artista revelació                                              | Let Me In / Kick-Ass     |
| 2012 | 38th People's Choice Award            | estrella de cinema favorita menor de 25                              | Hugo                     |
| 2012 | CinemaCon BSA Awards                  | Premi a la futura estrella femenina                                  | Hugo                     |
| 2012 | 38th Saturn Awards                    | Millor interpretació jove actriu                                     | Hugo                     |
| 2012 | 33 premis Young Artist                | Millor interpretació en un llargmetratge - Jove actriu principal     | Hugo                     |
| 2012 | Women in a Film Crystal               | Cara del Futur                                                       | Chlöe Grace Moretz       |
| 2013 | 39th Saturn Awards                    | Millor interpretació jove actriu                                     | Dark Shadows             |
| 2013 | Elle Style Awards                     | Següent Futura Icona                                                 | Chloë Grace Moretz       |
| 2013 | MTV Movie Award                       | Biggest Teen Bad Kicking Ass                                         | Kick-Ass 2               |
| 2014 | 40th Saturn Awards                    | Millor interpretació jove actriu                                     | Carrie                   |
| 2014 | Young Hollywood Awards                | Fans Favorite Actress                                                | Chloë Grace Moretz       |
| 2014 | 1st People Magazine Awards '          | Next Generation Star                                                 | Chloë Grace Moretz       |
| 2014 | InStyle                               | Moderna Regna Adolescent                                             | Chloë Grace Moretz       |
| 2015 | 41th People's Choice Awards           | Actriu favorita en gènere Dramàtic                                   | If I Stay                |
| 2015 | 41th Saturn Awards                    | Millor interpretació jove actriu                                     | L'equalitzador           |
| 2015 | Teen Choice Awards                    | Millor Actriu - Drama                                                | If I Stay                |
| 2015 | InStyle                               | Moderna Regna Adolescent                                             | Chloë Grace Moretz       |